# Sulafat
Sulafat (auch Sulaphat, aus arabisch السلحفاة, DMG as-sulaḥfāh ‚Schildkröte‘) ist der Eigenname des Sterns γ Lyrae (Gamma Lyrae). Sulafat gehört der Spektralklasse B9 III an und besitzt eine scheinbare Helligkeit von +3,26 mag. Sulafat wird auch Jugum genannt (von lat. iugum, „Joch, Kummet“).
Sulafat ist ca. 620 Lichtjahre entfernt.

## Koordinaten
- Rektaszension: 18h58m56s
- Deklination: +32°41′22″

(Äquinoktium 2000)